# Laurent Gaudé
Laurent Gaudé (Parijs, 6 juli 1972) is een Franse schrijver van toneelstukken en romans. In 2002 ontving hij de  Prix Goncourt des lycéens voor zijn roman La Mort du roi Tsongor (De dood van koning Tsongor) en in 2004 de Prix Goncourt voor zijn roman Le soleil des Scorta (Onder de zon).

## Biografie
Laurent Gaudé volgde middelbaar onderwijs aan de L’École alsacienne in het 6e arrondissement in Parijs. Hij studeerde vervolgens moderne letterkunde en theaterwetenschappen aan de L’université Sorbonne Nouvelle - Paris 3. Hij studeerde in 1994 af op een scriptie getiteld Le thème du combat dans la dramaturgie contemporaine française, onder begeleiding van Michel Corvin, hoogleraar en specialist in het theater van de 20e eeuw. 
Gaudé vervolgde zijn studie met een masteropleiding aan dezelfde universiteit. 
In 1998 schreef hij onder supervisie van Jean-Pierre Sarrazac een masterscriptie getiteld Le conflit dans le théâtre contemporain.
Op 23 maart 2017 werd Gaudé benoemd tot Officier de l'ordre des Arts et des Lettres.

## Schrijverschap
In 1999 verschijnt Gaudé’s eerste toneelstuk, Combats de possédés. Het stuk werd gespeeld in Duitsland en in het Royal National Theatre in Londen. In 2000 publiceerde Gaudé Onysos le furieux. Het is een epische monoloog, in 10 dagen geschreven in het voorjaar van 1996. Het werd voor het eerst gespeeld in het Théâtre national de Strasbourg.
Daarna verschenen vrijwel ieder jaar nieuwe stukken die opgevoerd werden in bekende theaters in Frankrijk en soms in het buitenland. Tot zijn meest bekende stukken behoren Pluie de cendres (2001), Médée Kali (2003), Les sacrifiées (2004), Caillasses (2012), opgevoerd in het Théâtre du Peuple in Bussang (Vosges) en Danse, Morob (2016). Van zijn toneelstukken zijn geen vertalingen verschenen in het Nederlands.
Gaudé schreef ook het libretto voor de opera Daral-Shaga van de Belgische componist Kris Defoort. De opera werd uitgevoerd in 2015 tijdens Operadagen Rotterdam in de Rotterdamse Schouwburg. En in januari 2017 in De Munt in Brussel.
In 2001 verscheen Gaudé's eerste roman Cris, een roman die zich afspeelt in de loopgraven tijdens de Eerste Wereldoorlog.
Daarna verscheen La Mort du roi Tsongor. Een Afrikaanse koning wil zijn dochter uithuwelijken. Maar zij kan niet kiezen tussen twee kandidaten en lokt daarmee een oorlog uit. Voor deze roman ontvangt Gaudé in 2002 de Prix Goncourt des Lycéens en de Prix des libraires.
Twee jaar later won hij de Prix Goncourt met zijn roman Le soleil des Scorta, een familiegeschiedenis die begint met de terugkeer in 1875 van de bandiet Luciano naar Montepuccio, een dorpje in het zuiden van Italië. Vijf generaties Scorta proberen de armoede te overleven en de smet van hun voorvader uit te wissen. De roman is een besteller in Frankrijk. Er werden al 80.000 exemplaren van verkocht tussen de publicatie van de roman en de bekendmaking van de Prix Goncourt 2004. De roman is inmiddels in 34 talen verschenen, waaronder het Nederlands.
De roman Eldorado, verschenen in 2006, handelt over de illegale vluchtelingen die in gammele bootjes de Middellandse Zee proberen over te steken. Een kapitein van de kustwacht komt in gewetensnood als een vluchtelinge hem persoonlijk om hulp vraagt.
In 2011 verscheen La porte des Enfers, over een vader die zijn zoon verliest en die tijdens een van zijn nachtelijke omzwervingen door Napels door een professor wordt uitgenodigd om zijn zoon op te halen uit de hel.
Gaudé is ook auteur van korte verhalen, twee dichtbundels, een kinderboek en teksten voor de fotoboeken van bekende fotografen. Met plezier verkent hij aldus het enorme gebied van schrijven en verbeelding.

## Werken (in Nederlandse vertaling)

#### Romans
- 2002 La Mort du roi Tsongor. Nederlandse vertaling: De dood van koning Tsjongor. Vertaald door Jan Versteeg. Uitgeverij De Geus, 2005. ISBN 9789044503753
- 2004 Le soleil des Scorta. Nederlandse vertaling: Onder de zon. Een Italiaanse familiekroniek. Vertaald door Jan Versteeg. Uitgeverij De Geus, 2005. ISBN 9789044506563
- 2006 Eldorado. Nederlandse vertaling: Eldorado. Uitgeverij de Geus, 2008. ISBN 9789044510515
- 2008 La porte des Enfers. Nederlandse vertaling: De poort van de hel. Vertaald door Jan Versteeg. Uitgeverij De Geus, 2011. ISBN 9789044514438

#### Korte verhalen
- 2011 Dans la nuit Mozambique. Nederlandse vertaling: Nacht in Mozambique. Verhalen. Vertaald door Jan Versteeg. Uitgeverij De Geus, 2009. ISBN 9789044512465

#### Fotoboek
- 2011 Gaël Turine (foto’s) en Laurent Gaudé: Voodoo. Vertaald door Inge Braeckman. Uitgeverij Lannoo, 2011. ISBN 9789020992113